# Carne pizzaiola

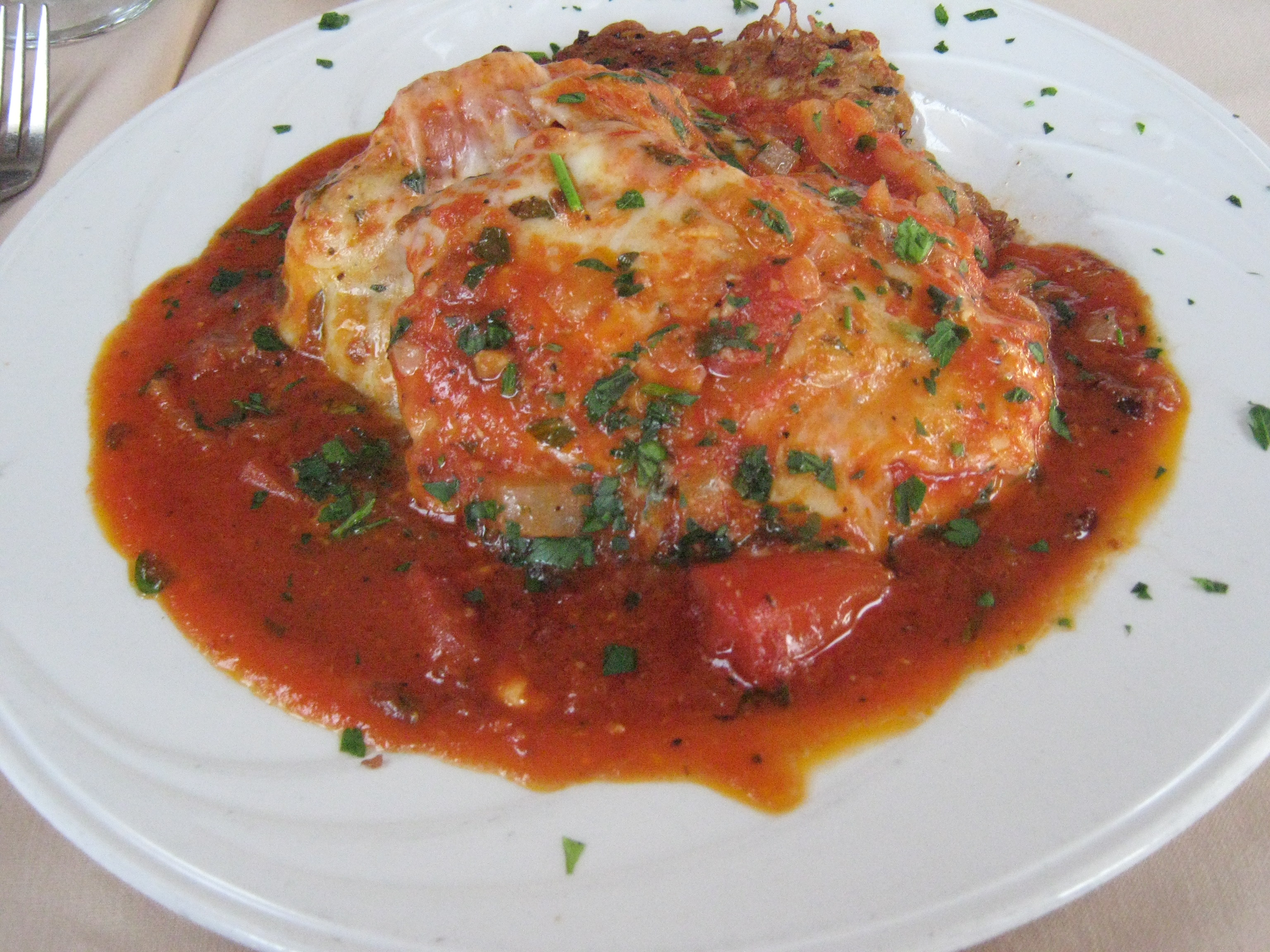
Pizzaiola de poulet à Venise, en Italie.

La carne pizzaiola ou carne alla pizzaiola (traduction approximative de « viande à la mode pizza »), parfois appelée simplement pizzaiola, est un plat dérivé de la tradition napolitaine qui met en scène de la viande (souvent des morceaux de bœuf moins chers) cuite avec des tomates, de l'huile d'olive, de l'ail et du vin blanc suffisamment longtemps pour attendrir la viande. La plupart des versions incluent également du concentré de tomates, de l'origan et du basilic,.